# NSK Građanski Niš
Niški sport klub Građanski Niš bio je srbijanski nogometni klub iz Niša.
Nastao je 1926. Klupske boje 1932. bile su zelena i bijela, a klupska adresa Hotel Carigrad. Godine 1935. igrao je u Sofiji utakmicu s Bugarskom.  Prestankom okupacije dio klupskih spisa, novca i opreme pripao je Radničkom. Zabranjena je obnova kluba.